# Paloma Blanca
Paloma Blanca (vaak ook Una Paloma Blanca genoemd) is een nummer van de Nederlandse popgroep George Baker Selection dat in 1975 op single verscheen. Het werd hun tweede nummer 1-hit in Nederland en is een van hun bekendste nummers wereldwijd. 

## Achtergrond
De plaat werd een hit in Europa, de VS en Oceanië.
In 1975 stond de plaat in meerdere Europese landen hoog in de hitlijsten. Tevens werd in de VS de 26e positie behaald in de Billboard Hot 100.
De Nederlandse vertaling voor dit lied is "witte duif".

## Ontstaan geschiedenis
In het programma Ali B op volle toeren vertelde Hans Bouwens (George Baker) dat hij begin 1975 een blokfluit heeft gekocht en op een dag in de serre van zijn woning in Wormerveer plotseling op het deuntje kwam van een vogel en ook heel snel het liedje had geschreven. Hij bevestigde dat het nummer voor vrolijkheid en vrijheid staat.
Paloma Blanca is ook te horen in de Europese versie van de film The Executioner's Song, over het leven van meervoudig moordenaar Gary Gilmore. Als op de dag van de executie Gilmore in de auto stapt om naar zijn executieplek te worden gebracht, speelt de autoradio Paloma Blanca. De chauffeur wil de radio uitschakelen, maar Gilmore geeft aan dat de radio aan moet blijven.
In de twee Top 100-jaarlijsten van 1975 stond de plaat op de eerste plaats. 
In 2005 werd de single als Una Paloma Blanca 2005 opnieuw uitgebracht voor de soundtrack van de film Vet Hard en kwam de single voor vier weken terug in de Nederlandse Top 40 op Radio 538 en vijf weken in de publieke hitlijst; de Mega Top 50 op NPO 3FM.
In 2008 bestormde musicalacteur Martin van der Starre de hitlijsten onder Una paloma blanca heel de zomer lang en werd er een sample gebruikt van dit nummer van Bouwens.

## Parodieën en covers
De Strangers parodieerden Paloma Blanca als Oh, Mijnen Blauwe Geschelpte: een spotlied rond de duivenmelkerij. Ook de Kroatische groep Vatrogasci maakte in 1993 een parodie op het lied getiteld Pekara (Kroatisch voor bakkerij).
Het lied is ook meerdere malen gecoverd door andere artiesten, waaronder Demis Roussos, Slim Whitman, Jonathan King, Säwes met een Zweedstalige versie en Hans Petter Hansen met een Noorse versie. 
Het nummer werd in 1975 gecoverd door de Engelse Scrumpy & Western band The Wurzels. Het nummer met als titel I Am A Cider Drinker kreeg een volledige nieuwe tekst. In diezelfde versie heeft ook de Schotse powermetalband Alestorm het nummer in 2011 op hun nieuwe album Back Through Time gezet.
In 1989 maakten De Havenzangers een cover van het nummer met de titel "Eenmaal zal het je spijten"
In juni 2008 heeft Martin van der Starre het nummer Una paloma blanca heel de zomer lang opgenomen, bedoeld als persiflage op het succesvolle nummer van All Summer Long van Kid Rock in een vertaling van Radio 538-dj Edwin Evers als KidB.
In 2011 nam rapper Dio een gesamplede cover op voor Ali B op volle toeren. In ruil maakte Hans Bouwens een eigen versie van Dio's Tijdmachine.
In 2012 bracht Willy Sommers een naar het Nederlands vertaalde versie van Una Paloma Blanca uit, namelijk Dromen van verre stranden. Het nummer kwam op 11 augustus 2012 binnen in de Ultratop 50.

## Hitnoteringen

### Originele versie

#### Nederlandse Top 40
| "Paloma Blanca" in de Nederlandse Top 40 - binnen: 22-03-1975 | "Paloma Blanca" in de Nederlandse Top 40 - binnen: 22-03-1975 | "Paloma Blanca" in de Nederlandse Top 40 - binnen: 22-03-1975 | "Paloma Blanca" in de Nederlandse Top 40 - binnen: 22-03-1975 | "Paloma Blanca" in de Nederlandse Top 40 - binnen: 22-03-1975 | "Paloma Blanca" in de Nederlandse Top 40 - binnen: 22-03-1975 | "Paloma Blanca" in de Nederlandse Top 40 - binnen: 22-03-1975 | "Paloma Blanca" in de Nederlandse Top 40 - binnen: 22-03-1975 | "Paloma Blanca" in de Nederlandse Top 40 - binnen: 22-03-1975 | "Paloma Blanca" in de Nederlandse Top 40 - binnen: 22-03-1975 | "Paloma Blanca" in de Nederlandse Top 40 - binnen: 22-03-1975 | "Paloma Blanca" in de Nederlandse Top 40 - binnen: 22-03-1975 | "Paloma Blanca" in de Nederlandse Top 40 - binnen: 22-03-1975 | "Paloma Blanca" in de Nederlandse Top 40 - binnen: 22-03-1975 | "Paloma Blanca" in de Nederlandse Top 40 - binnen: 22-03-1975 | "Paloma Blanca" in de Nederlandse Top 40 - binnen: 22-03-1975 |
| Week                                                          | 1                                                             | 2                                                             | 3                                                             | 4                                                             | 5                                                             | 6                                                             | 7                                                             | 8                                                             | 9                                                             | 10                                                            | 11                                                            | 12                                                            | 13                                                            | 14                                                            |                                                               |
| ------------------------------------------------------------- | ------------------------------------------------------------- | ------------------------------------------------------------- | ------------------------------------------------------------- | ------------------------------------------------------------- | ------------------------------------------------------------- | ------------------------------------------------------------- | ------------------------------------------------------------- | ------------------------------------------------------------- | ------------------------------------------------------------- | ------------------------------------------------------------- | ------------------------------------------------------------- | ------------------------------------------------------------- | ------------------------------------------------------------- | ------------------------------------------------------------- | ------------------------------------------------------------- |
| Nummer                                                        | 15                                                            | 5                                                             | 4                                                             | 2                                                             | 1                                                             | 1                                                             | 1                                                             | 2                                                             | 2                                                             | 4                                                             | 6                                                             | 11                                                            | 20                                                            | 30                                                            | uit                                                           |

#### Nationale Hitparade
| "Paloma Blanca" in de Nationale Hitparade - binnen: 22-03-1975 | "Paloma Blanca" in de Nationale Hitparade - binnen: 22-03-1975 | "Paloma Blanca" in de Nationale Hitparade - binnen: 22-03-1975 | "Paloma Blanca" in de Nationale Hitparade - binnen: 22-03-1975 | "Paloma Blanca" in de Nationale Hitparade - binnen: 22-03-1975 | "Paloma Blanca" in de Nationale Hitparade - binnen: 22-03-1975 | "Paloma Blanca" in de Nationale Hitparade - binnen: 22-03-1975 | "Paloma Blanca" in de Nationale Hitparade - binnen: 22-03-1975 | "Paloma Blanca" in de Nationale Hitparade - binnen: 22-03-1975 | "Paloma Blanca" in de Nationale Hitparade - binnen: 22-03-1975 | "Paloma Blanca" in de Nationale Hitparade - binnen: 22-03-1975 | "Paloma Blanca" in de Nationale Hitparade - binnen: 22-03-1975 | "Paloma Blanca" in de Nationale Hitparade - binnen: 22-03-1975 | "Paloma Blanca" in de Nationale Hitparade - binnen: 22-03-1975 | "Paloma Blanca" in de Nationale Hitparade - binnen: 22-03-1975 |
| Week                                                           | 1                                                              | 2                                                              | 3                                                              | 4                                                              | 5                                                              | 6                                                              | 7                                                              | 8                                                              | 9                                                              | 10                                                             | 11                                                             | 12                                                             | 13                                                             |                                                                |
| -------------------------------------------------------------- | -------------------------------------------------------------- | -------------------------------------------------------------- | -------------------------------------------------------------- | -------------------------------------------------------------- | -------------------------------------------------------------- | -------------------------------------------------------------- | -------------------------------------------------------------- | -------------------------------------------------------------- | -------------------------------------------------------------- | -------------------------------------------------------------- | -------------------------------------------------------------- | -------------------------------------------------------------- | -------------------------------------------------------------- | -------------------------------------------------------------- |
| Nummer                                                         | 8                                                              | 4                                                              | 2                                                              | 2                                                              | 1                                                              | 1                                                              | 1                                                              | 1                                                              | 2                                                              | 5                                                              | 7                                                              | 15                                                             | 26                                                             | uit                                                            |

#### NPO Radio 2 Top 2000
| Nummer met noteringen in de NPO Radio 2 Top 2000 | '99 | '00 | '01  | '02  | '03  | '04  | '05 | '06 | '07  | '08 | '09  | '10  | '11  | '12  | '13  | '14 | '15  | '16  | '17  | '18-'19 | '20  |
| ------------------------------------------------ | --- | --- | ---- | ---- | ---- | ---- | --- | --- | ---- | --- | ---- | ---- | ---- | ---- | ---- | --- | ---- | ---- | ---- | ------- | ---- |
| Paloma Blanca                                    | 547 | 966 | 1125 | 1286 | 1064 | 1006 | 813 | 797 | 1059 | 915 | 1275 | 1570 | 1717 | 1735 | 1948 | -   | 1968 | 1855 | 1963 | -       | 1854 |

1. ↑  Een '-' betekent dat het nummer niet was genoteerd en een vetgedrukt getal geeft de hoogste notering aan.
2. ↑  Deze tabel is bijgewerkt tot en met de meest recente editie (2024).

#### Evergreen Top 1000
| Evergreen Top 1000 "Paloma Blanca" | Evergreen Top 1000 "Paloma Blanca" | Evergreen Top 1000 "Paloma Blanca" | Evergreen Top 1000 "Paloma Blanca" | Evergreen Top 1000 "Paloma Blanca" | Evergreen Top 1000 "Paloma Blanca" | Evergreen Top 1000 "Paloma Blanca" | Evergreen Top 1000 "Paloma Blanca" | Evergreen Top 1000 "Paloma Blanca" | Evergreen Top 1000 "Paloma Blanca" | Evergreen Top 1000 "Paloma Blanca" | Evergreen Top 1000 "Paloma Blanca" | Evergreen Top 1000 "Paloma Blanca" | Evergreen Top 1000 "Paloma Blanca" | Evergreen Top 1000 "Paloma Blanca" | Evergreen Top 1000 "Paloma Blanca" | Evergreen Top 1000 "Paloma Blanca" | Evergreen Top 1000 "Paloma Blanca" |
| Jaar                               | 2008                               | 2009                               | 2010                               | 2011                               | 2012                               | 2013                               | 2014                               | 2015                               | 2016                               | 2017                               | 2018                               | 2019                               | 2020                               | 2021                               | 2022                               | 2023                               | 2024                               |
| ---------------------------------- | ---------------------------------- | ---------------------------------- | ---------------------------------- | ---------------------------------- | ---------------------------------- | ---------------------------------- | ---------------------------------- | ---------------------------------- | ---------------------------------- | ---------------------------------- | ---------------------------------- | ---------------------------------- | ---------------------------------- | ---------------------------------- | ---------------------------------- | ---------------------------------- | ---------------------------------- |
| Positie                            | 165                                | 122                                | 402                                | 394                                | 387                                | 170                                | 256                                | 338                                | 351                                | 364                                | 291                                | 370                                | 516                                | 436                                | 473                                | 516                                | 413                                |

### Una Paloma Blanca 2005 (Vet Hard Remix)

#### Nederlandse Top 40
| "Una Paloma Blanca 2005 (Vet Hard Remix)" in de Nederlandse Top 40 - binnen: 19-02-2005 | "Una Paloma Blanca 2005 (Vet Hard Remix)" in de Nederlandse Top 40 - binnen: 19-02-2005 | "Una Paloma Blanca 2005 (Vet Hard Remix)" in de Nederlandse Top 40 - binnen: 19-02-2005 | "Una Paloma Blanca 2005 (Vet Hard Remix)" in de Nederlandse Top 40 - binnen: 19-02-2005 | "Una Paloma Blanca 2005 (Vet Hard Remix)" in de Nederlandse Top 40 - binnen: 19-02-2005 | "Una Paloma Blanca 2005 (Vet Hard Remix)" in de Nederlandse Top 40 - binnen: 19-02-2005 |
| Week                                                                                    | 1                                                                                       | 2                                                                                       | 3                                                                                       | 4                                                                                       |                                                                                         |
| --------------------------------------------------------------------------------------- | --------------------------------------------------------------------------------------- | --------------------------------------------------------------------------------------- | --------------------------------------------------------------------------------------- | --------------------------------------------------------------------------------------- | --------------------------------------------------------------------------------------- |
| Nummer                                                                                  | 35                                                                                      | 32                                                                                      | 38                                                                                      | 40                                                                                      | uit                                                                                     |

#### Mega Top 50
| "Una Paloma Blanca 2005 (Vet Hard Remix)" in de Mega Top 50 - binnen: 05-02-2005 | "Una Paloma Blanca 2005 (Vet Hard Remix)" in de Mega Top 50 - binnen: 05-02-2005 | "Una Paloma Blanca 2005 (Vet Hard Remix)" in de Mega Top 50 - binnen: 05-02-2005 | "Una Paloma Blanca 2005 (Vet Hard Remix)" in de Mega Top 50 - binnen: 05-02-2005 | "Una Paloma Blanca 2005 (Vet Hard Remix)" in de Mega Top 50 - binnen: 05-02-2005 | "Una Paloma Blanca 2005 (Vet Hard Remix)" in de Mega Top 50 - binnen: 05-02-2005 | "Una Paloma Blanca 2005 (Vet Hard Remix)" in de Mega Top 50 - binnen: 05-02-2005 | "Una Paloma Blanca 2005 (Vet Hard Remix)" in de Mega Top 50 - binnen: 05-02-2005 | "Una Paloma Blanca 2005 (Vet Hard Remix)" in de Mega Top 50 - binnen: 05-02-2005 | "Una Paloma Blanca 2005 (Vet Hard Remix)" in de Mega Top 50 - binnen: 05-02-2005 |
| Week                                                                             | 1                                                                                | 2                                                                                | 3                                                                                | 4                                                                                | 5                                                                                | 6                                                                                | 7                                                                                | 8                                                                                |                                                                                  |
| -------------------------------------------------------------------------------- | -------------------------------------------------------------------------------- | -------------------------------------------------------------------------------- | -------------------------------------------------------------------------------- | -------------------------------------------------------------------------------- | -------------------------------------------------------------------------------- | -------------------------------------------------------------------------------- | -------------------------------------------------------------------------------- | -------------------------------------------------------------------------------- | -------------------------------------------------------------------------------- |
| Nummer                                                                           | 22                                                                               | 19                                                                               | 19                                                                               | 25                                                                               | 27                                                                               | 43                                                                               | 57                                                                               | 86                                                                               | uit                                                                              |

| Nummer | 40 | 26 | 26 | 31 | 43 | uit |